# Securidaca tenuifolia
Securidaca tenuifolia är en jungfrulinsväxtart som beskrevs av Chod.. Securidaca tenuifolia ingår i släktet Securidaca och familjen jungfrulinsväxter. Inga underarter finns listade i Catalogue of Life.